# Tăcuta
Tăcuta est une commune roumaine située dans le județ de Vaslui.